# Rhexoza processa
Rhexoza processa är en tvåvingeart som beskrevs av Cook 1962. Rhexoza processa ingår i släktet Rhexoza och familjen dyngmyggor.
Artens utbredningsområde är Kongo. Inga underarter finns listade i Catalogue of Life.